# InuYasha, a film 2. – Kastély a tükör mögött
Az InuYasha, a film 2. – Kastély a tükör mögött (InuYasha Movie 2 – The Castle Beyond the Looking Glass / 映画犬夜叉　鏡の中の夢幻城, Eiga InuYasha: Kagami no Naka no Mugenjou) a második mozifilm az InuYasha animesorozat mellett. Japánban 2002. december 21-én jelent meg (a sorozat 95. és a 96. része között). A filmben látható karakterek Takahasi Rumiko (a mangarajzoló) rajzai alapján készültek, jobban hasonlítanak a mangafigurákra, mint az anime szereplőire.

## Cselekmény
A történet Naraku legyőzésével kezdődik, mindazonáltal nem lehetünk biztosak benne, hogy valóban halott, ameddig ki nem derül, hogy a Kazaana, azaz a fekete lyuk, eltűnt Miroku tenyeréből, és Kagurához is visszatért a szíve. Kagome, Sango és Shippou egy onsenben fürdenek, amikor felbukkan Houjo Akitoki (akiről kiderül, hogy Kagome iskolatársának, Houjo-kunnak őse), aki a Fuji hegyhez szeretne eljutni, csak fogalma sincs, merre kell mennie. Rátalál Kagoméékra, és tennyoknak hiszi őket, ám Miroku lefüleli, akit viszont észrevesz Sango, végül Inuyasha is megjelenik, és a kavarodásban Akitoki megkönnyebbülten, hogy nem bukott le, távozik.
Ezek után a csapat útjai ideiglenesen szétválnak: Miroku visszamegy a mesteréhez, Sango a taijiya-faluba (a démonvadászok egykori otthonába) tér haza, hogy megkeresse Kohakut, Kagome pedig visszatér a jelenbe, hogy behozza lemaradását az iskolában.
Itt, az egyik tanórán hall először Kaguya Hime, azaz Kaguya hercegnő legendájáról. Kaguya egy tennyo (égi istennő, tündér) volt, aki a Holdról jött a Földre, és egy mezei munkás talált rá. Kaguya az összes kérőjének lehetetlen feladatokat talált ki, és mindannyiukat elutasította, mielőtt visszatért volna a Holdba.
Kagura és Kanna mindeközben nem tudnak mit kezdeni hirtelen kapott szabadságukkal. Egy különös véletlen folytán találnak egy titkos szentélyt, benne egy tükörrel, a tükörben pedig egy bezárt nővel, aki Kaguyának, a Mennyek Hercegnőjének vallja magát. Cserébe, hogy kiszabadítsák, Kaguya megígéri Kagurának, hogy teljesíti szíve leghőbb vágyát, a szabadságot. Kagura és Kanna elindulnak, hogy összegyűjtsék azt az 5 szent tárgyat, ami megszabadítja Kaguyát a tükör fogságából.
Kohaku visszatér a falujába, de semmi emléke nincs róla, ki volt ő korábban. Miroku újabb feladatot kap Mushintól, amit csak az kaphat meg, aki legyőzte Narakut: meg kell találnia és el kell pusztítania a démont, aki a világra örök éjt akar hozni; a démon felbukkanásának első jele, hogy 50 év után ismét több napon át tart a telihold éjjelente.
Kagome visszatér a Sengoku Jidaiba, és Inuyashával és Shippouval nekilátnak felkutatni a maradék ékkőszilánkokat. Eközben belefutnak Kagurába, aki könnyűszerrel legyőzi Inuyashát, és letépi kimonója egyik ujját, amit aztán magával visz - ez az első szent tárgy Kaguya felszabadításához. Kanna magával hozza a tükröt is, amiben megjelenik Kaguya, és szembesíti Inuyashát szíve vágyával: hogy egészen démon lehessen. Inuyasha megtámadja őket, de Kaguya visszaüti rá a támadást, és csak Kagoménak köszönhető, hogy megmenekülnek. Kaguráék távoznak, de Kaguya rájön, hogy valami furcsa van Kagoméban, ami nem egyezik az idő múlásával.
Inuyasha és társai Kaguráék után erednek, és találkoznak Houjo Akitokival, aki a családja tulajdonában lévő szent hagoromót (a tündér kelengyéje a japán hitvilág szerint) akarja eljuttatni a Fuji hegyre - ugyanis a családi legenda szerint ezt azonnal meg kell tenni, ha a telihold újra és újra megjelenik. Akitoki csatlakozik Inuyasháékoz, egyrészt, mert tetszik neki Kagome, másrészt pedig mert Shippou zsarolni kezdi, miután rájön, hogy ő leskelődött ott korábban az onsennél. Mindeközben Kikyou is értesül Naraku haláláról, és egy lemészárolt falut keresztezve talál egy haldokló lányt, aki nekiadja Buddha Kőpoharát (The Stone Bowl of Buddha).
Miroku (tanuki szolgájával, Hachival) elzarándokol nagyapjának, Miyatsunak sírjához, hogy megtalálja a démont, akit el kell pusztítania, és itt egy öregembertől hallja a helyi legendát Kaguya hercegnőről. Miroku nagyapja annak idején képes volt legyőzni Kaguyát (habár megölni nem tudta, mert lenyűgözte a hölgy szépsége…), és ő volt az, aki a tükörbe zárta. Kaguya hagoromója (a japán mondavilágban a hagoromo a tündér kelengyéje) egy olyan családra lett bízva, akik szintén speciális instrukciókat kaptak arra nézve, hogyan kell elpusztítaniuk a kelengyét, ha Kaguya megszabadulna.
Kagura visszatér az egykori taijiya-faluba, megtámadja Kohakut, és elveszi tőle a Fecske Kagylópénzét (angolul The Swallow's Cowrie Shell), ami eddig nála volt. (Hogy Kohakuhoz hogyan került, az nem derül ki.) Miután Kikyou minden harc nélkül Kagurának adja Buddha Kőpoharát, ő és Kanna kiszabadítják Kaguyát. Kaguya elindul, hogy megkeresse hagoromóját, és belefut Inuyashába és Kagoméba. Miután Inuyashát egy fához kötözte, Kagome rálő egy nyilat, amit azonban ő tükrével beszippant, majd visszalövi Inuyashára. Kagome a nyíl útjába ugrik, Akitoki pedig közéjük dobja a hagoromót, Kagomét pedig eltalálja saját nyila. Inuyasha halottnak hiszi Kagomét, és megfenyegeti Kaguyát. Kaguya pedig magával viszi a lány testét, és azt mondja Inuyashának, jöjjön utána, ha kell neki a lány.
Kaguya, akinek ereje a hagoromónak köszönhetően vészesen megnövekedett, hozzálát, hogy örök éjjé változtassa a világot. Inuyasha ismét találkozik Sangoval és Mirokuval, és elindulnak Kagome megszabadítására. Ezután Inuyasha visszaszerzi kimonója leszakadt ujját, és rájönnek arra is, hogy Kaguya valójában egy démon, aki megette a valódi Kaguya-himét, és magáévá tette az erejét és szépségét. Kaguya megpróbálja teljesen démonná változtatni Inuyashát, de Kagome mindeközben Shippou közreműködésével kiszabadul, és Inuyasha segítségére siet. Előbb bizonygatja neki, hogy féldémonként szereti, úgy, ahogy van, majd végül, mikor ez sem válik be, és Inuyasha megtámadja, megcsókolja őt. Kaguya tükre kettéhasad, Inuyasha pedig ismét féldémonná változik, viszonozza a csókot, majd megígéri Kagoménak, hogy a kedvéért egy kis ideig még féldémon marad.
Miközben a csapat Kaguyával küzd, ismét megjelenik Naraku, és kiderül, hogy a történet elején csupán szimulálta a halált, hogy ezzel előcsalja Kaguyát. A sorozatnak ezen a részén azonban Naraku még csak féldémon, így nem elég erős, hogy megküzdjön Kaguyával. Végül Kohakut magával víve elmenekül Kagurával és Kannával. Kagome és Miroku összeadják erejüket, és így Kagome Miroku botjának egy részét nyílként használva széttöri Kaguya repedt tükrét, Inuyasha pedig a Bakuryuuhával elpusztítja az ál-tennyo testét is. Ekkor Kaguya fekete felhő képében jelenik meg, és magával viszi Kagome testét, hogy új testet szerezzen magának, de Miroku még idejében beszippantja a tenyerén újból megjelent Kazaanával, ezzel beteljesítve nagyapja kívánságát.
A stáblista utáni csattanó: Miroku megpróbálja megcsókolni Sangot, de a jutalma hatalmas pofon. Mikor azzal mentegetőzik, hogy Inuyasha és Kagome is ugyanezt csinálták, a két említett vérvörösre pirul…

## Mitológiai háttér
A film két japán mondát rejt a háttérben.
- Az első Kaguya hercegnőről, a hold hercegnőjéről szól. A tündérek háborúja miatt került a Földre még kisbaba korában, egy bambuszvágó és a felesége nevelték fel. Szépsége rengeteg kérőt vonzott, de ő mindannyiukat visszautasította, és lehetetlen feladatok elé állította őket. Az Inuyashában az öt tárgy, amit Kagurának és Kannának meg kell szereznie Kaguya számára, azokra a tárgyakra utalnak, amiket Kaguya kérőinek kellett megszereznie, ha el akarták nyerni a kezét. Amikor a tündérek háborúja véget ér, Kaguyának vissza kell térnie a Holdra. Ez a mítosz szolgáltat alapot a Sailor Moon animéhez is, habár az ottani sokkal kevésbé hű az eredetihez, mient az ebben a történetben felhasznált.
- A második történet a tennyo-legendákat tartalmazza, amikből Japánban számos van, régiónként, sokszor falvanként különböző. A tennyo, azaz tündér, vagy égi istennő, leszáll a földre, hogy megfürödhessen a forrásban, de egy arra járó halász meglátja, és ellopja a hagoromóját, azaz kelengyéjét. A hagoromo nélkül a tündér nem tud visszatérni a Mennybe. Innentől a történetek elágaznak, van, ahol a tennyo feleségül megy a halászhoz, és együtt élnek, van, ahol visszaszerzi hagoromóját és visszatér a mennybe, de van olyan is, ahol felégeti a halász faluját és az egész határt, aztán meghal. Ezek a történetek szájról szájra terjedve széles körben ismertek, még Skóciáig és Írországig is eljutottak.